# Pallacanestro Virtus Roma 2007-2008
Questa voce raccoglie le informazioni riguardanti la Pallacanestro Virtus Roma nelle competizioni ufficiali della stagione 2007-2008.

## Stagione
La stagione 2007-2008 della Pallacanestro Virtus Roma, sponsorizzata Lottomatica, è la 24ª nel massimo campionato italiano di pallacanestro, la Serie A.

## Organigramma societario
Società
- Presidente: Claudio Toti
- Vicepresidente: Giovanni Malagò
- Direttore generale: Michele Uva
- Responsabile area tecnica: Dejan Bodiroga
- Area tecnica: Roberto Brunamonti
- Responsabile organizzazione e comunicazione: Giorgio Bottaro
- Responsabile marketing: Stefano Maria Silvestri
- Segreteria: Martina Marani
- Addetto stampa: Francesca Mei

Area tecnica
- Allenatore: Jasmin Repeša
- Assistenti allenatori: Guido Saibene, Antimo Martino
- Preparatore atletico: Paolo Paoli
- Medici sociali: Paolo Montera, Alessandro Pannozzo
- Fisioterapisti: Lucio De Fazi, Andrea Giorni
- Magazziniere: Ferdinando Cavaliere

## Roster
Aggiornato al 17 dicembre 2021.
| Lottomatica Roma 2007-08 | Lottomatica Roma 2007-08 |
| Giocatori                | Staff tecnico            |
| ------------------------ | ------------------------ |

| N. | Naz.                                     | Ruolo | Nome                   | Anno | Alt.   | Peso   |  |
| -- | ---------------------------------------- | ----- | ---------------------- | ---- | ------ | ------ |  |
| 5  | Italia (bandiera)                        | P     | Jacopo Giachetti       | 1983 | 191 cm | 85 kg  |  |
| 6  | Grecia (bandiera)                        | P     | Giannīs Gkagkaloudīs   | 1978 | 192 cm | 86 kg  |  |
| 6  | Italia (bandiera)                        | G     | Pietro Aradori         | 1988 | 195 cm | 90 kg  |  |
| 7  | Slovenia (bandiera) · Italia (bandiera)  | AC    | Gregor Fučka           | 1971 | 215 cm | 98 kg  |  |
| 8  | Italia (bandiera)                        | AG    | Alessandro Tonolli (C) | 1974 | 202 cm | 99 kg  |  |
| 9  | Stati Uniti (bandiera)                   | P     | Ibrahim Jaaber         | 1984 | 188 cm | 77 kg  |  |
| 10 | Danimarca (bandiera)                     | A     | Christian Drejer       | 1982 | 206 cm | 102 kg |  |
| 11 | Islanda (bandiera)                       | G     | Jón Stefánsson         | 1982 | 195 cm | 92 kg  |  |
| 12 | Slovenia (bandiera)                      | AC    | Erazem Lorbek          | 1984 | 208 cm | 113 kg |  |
| 13 | Italia (bandiera)                        | C     | Simone Bagnoli         | 1981 | 205 cm | 115 kg |  |
| 14 | Stati Uniti (bandiera)                   | G     | Allan Ray              | 1984 | 188 cm | 86 kg  |  |
| 15 | Stati Uniti (bandiera)                   | AP    | David Hawkins          | 1982 | 195 cm | 95 kg  |  |
| 16 | Italia (bandiera)                        | C     | Andrea Crosariol       | 1984 | 212 cm | 114 kg |  |
| 17 | Spagna (bandiera)                        | AP    | Rodrigo de la Fuente   | 1976 | 200 cm | 99 kg  |  |
| 18 | Argentina (bandiera) · Italia (bandiera) | A     | Roberto Gabini         | 1975 | 198 cm | 98 kg  |  |
| 19 | Italia (bandiera)                        | G     | Alessio Valeriani      | 1991 |        |        |  |
| 20 | Croazia (bandiera)                       | P     | Roko Ukić              | 1984 | 195 cm | 86 kg  |  |
| 21 | Italia (bandiera)                        | P     | Giulio Casale          | 1991 | 180 cm |        |  |
| 32 | Stati Uniti (bandiera)                   | AG    | Erik Daniels           | 1982 | 204 cm | 102 kg |  |
| -  | Italia (bandiera)                        | PG    | Dario D'Alessio        | 1991 | 180 cm |        |  |
| -  | Italia (bandiera)                        |       | Andrea La Ragione      | 1990 |        |        |  |
| -  | Italia (bandiera)                        |       | Mattia La Ragione      | 1991 |        |        |  |

| Allenatore                                                                            |
| - Jasmin Repeša                                                                       |
| Assistente/i                                                                          |
| - Antimo Martino - Guido Saibene Legenda - (C) Capitano - (IN) Inattivo - Infortunato |

## Mercato

### Sessione estiva
| Acquisti | Acquisti              | Acquisti       | Acquisti      | Acquisti |
| R.       | Nome                  | da             | Modalità      |          |
| -------- | --------------------- | -------------- | ------------- | -------- |
| A        | Christian Drejer      | Virtus Bologna | definitivo    |          |
| P        | Roko Ukić             | Barcellona     | definitivo    |          |
| C        | Simone Bagnoli        | Pall. Pavia    | definitivo    |          |
| AG       | Erik Daniels          | Pall. Biella   | definitivo    |          |
| G        | Allan Ray             | Boston Celtics | definitivo    |          |
| AC       | Gregor Fučka          | Girona         | definitivo    |          |
| AG       | Daniele Bonessio      | A. Costa Imola | fine prestito |          |
| C        | Loukas Maurokefalidīs | Valencia       | fine prestito |          |

| Cessioni | Cessioni              | Cessioni                             | Cessioni       | Cessioni |
| R.       | Nome                  | a                                    | Modalità       |          |
| -------- | --------------------- | ------------------------------------ | -------------- | -------- |
| AC       | Ognjen Aškrabić       | Zenit S. Pietroburgo                 | fine contratto |          |
| C        | Roberto Chiacig       | Valencia                             | fine prestito  |          |
| AP       | Dejan Bodiroga        |                                      | ritirato       |          |
| PG       | Mire Chatman          | Zenit S. Pietroburgo                 | fine contratto |          |
| A        | Alex Righetti         | Scandone Avellino                    | fine contratto |          |
| C        | Luca Garri            | Virtus Bologna                       | fine contratto |          |
| G        | Daniele Cinciarini    | Pall. Biella                         | fine contratto |          |
| P        | Roberto Pappalardo    | Nuova A.M.G. Sebastiani Basket Rieti | fine contratto |          |
| AG       | Daniele Bonessio      | Jesi Academy                         | prestito       |          |
| C        | Loukas Maurokefalidīs | Olympiakos                           | fine contratto |          |

### Dopo l'inizio della stagione
| Acquisti | Acquisti             | Acquisti       | Acquisti      | Acquisti   |
| R.       | Nome                 | da             | Data          | Modalità   |
| -------- | -------------------- | -------------- | ------------- | ---------- |
| AP       | Rodrigo de la Fuente | Pall. Treviso  | gennaio 2008  | definitivo |
| P        | Giannīs Gkagkaloudīs | Rethymno       | gennaio 2008  | definitivo |
| C        | Andrea Crosariol     | Pall. Treviso  | febbraio 2008 | prestito   |
| P        | Ibrahim Jaaber       | Egaleo         | febbraio 2008 | prestito   |
| G        | Pietro Aradori       | Olimpia Milano | febbraio 2008 | prestito   |

| Cessioni | Cessioni             | Cessioni    | Cessioni      | Cessioni    |
| R.       | Nome                 | a           | Data          | Modalità    |
| -------- | -------------------- | ----------- | ------------- | ----------- |
| AG       | Erik Daniels         | Free agent  | dicembre 2007 | rescissione |
| P        | Giannīs Gkagkaloudīs | Free agent  | febbraio 2008 | rescissione |
| C        | Simone Bagnoli       | Pall. Pavia | marzo 2008    | prestito    |
| A        | Christian Drejer     |             | marzo 2008    | ritirato    |

## Risultati
- Serie A:
  - stagione regolare: 2º posto su 16 squadre (23-11);
  - playoff: sconfitta in  finale contro Montepaschi Siena (1-4);
- Coppa Italia:
  - eliminazione ai quarti di finale contro la Virtus Bologna;
- Eurolega:
  - eliminazione al termine della fase a gironi delle Top 16.